# NEED YOUR LOVE
'NEED YOUR LOVE es el sexto y último álbum de estudio lanzado por la banda japonesa Do As Infinity en febrero del año 2005.

## Información
El álbum fue lanzado en cuatro versiones distintas: ediciones CD, CD+DVD, y dos versiones del CD con dos distintas poleras; una diseñada por Ryo Owatari (para hombres) y otra por Tomiko Van (para mujeres). El DVD contiene dos videos musicales de canciones de la banda que no fueron sencillos y sólo están disponibles aquí.

## Canciones

### CD
1. For the future
2. Blue
3. BE FREE
4. Rakuen (楽園 Paraíso?)
5. Ever..
6. one flesh
7. ROBOT
8. Yotaka no Yume (夜鷹の夢 Sueño de un Cuervo?)
9. Ultimate G.V
10. Need your love
11. Na no Hanabatake (菜ノ花畑 Jardin Vegetal?)
12. "Mara wa hangyakusha datta" (マラは反逆者だった Mara era rebelde?) (andu ver.) (Bonus Track)

### DVD
1. BE FREE
2. ROBOT

- Datos: Q1059029